# Louisville (Missisipi)
Louisville – miasto w Stanach Zjednoczonych, w stanie Missisipi, siedziba administracyjna hrabstwa Winston.